# レンフェ252形電気機関車
レンフェ252形電気機関車(Serie 252 de Renfe)は、スペインの国有鉄道・レンフェの電気機関車。
ユーロスプリンターシリーズの第一弾で、ドイツ鉄道の120型電気機関車を基にCAF、MACOSA、シーメンス、クラウス＝マッファイが製造した、スペイン初のVVVFインバーター制御の電気機関車である。
本形式のうち、ドイツで落成した高速線用の車両の一部は、性能試験として、同国のほか、フランス、ルクセンブルク、オーストリア、チェコスロバキア、イタリアにおいて長期の試験走行を実施。
レンフェは75両の252形電気機関車を発注し、15両は標準軌用、60両は広軌用として受領している。今日ではスペインの電化路線の至る所で252形電気機関車を見ることが出来る。